# Luis Santana Vera
Luis Santana Vera o Luis Santana (n. Guayaquil, Guayas, Ecuador; 9 de julio de 1991) es un futbolista ecuatoriano que juega de delantero y su equipo actual es el Club Deportivo El Nacional de la Serie A de Ecuador.

## Clubes
| Club                  | País    | Año           | PJ | Goles |
| --------------------- | ------- | ------------- | -- | ----- |
| Rocafuerte FC         | Ecuador | 2009 - 2010   | 55 | 10    |
| River Ecuador         | Ecuador | 2011          | 36 | 11    |
| Técnico Universitario | Ecuador | 2012          | 34 | 6     |
| Liga de Quito         | Ecuador | 2013          | 10 | 2     |
| Deportivo Cuenca      | Ecuador | 2014 - 2015   | 57 | 4     |
| Mushuc Runa SC        | Ecuador | 2016          | 15 | 1     |
| Liga de Portoviejo    | Ecuador | 2017-2018     | 20 | 1     |
| El Nacional           | Ecuador | 2019-presente |    |       |